# Ololygon peixotoi
Espèce
Synonymes
- Scinax peixotoi Brasileiro, Haddad, Sawaya & Martins, 2007

Statut de conservation UICN

 CR B2ab(ii,iii) : 
En danger critique
Ololygon peixotoi est une espèce d'amphibiens de la famille des Hylidae.

## Répartition
Cette espèce est endémique de l'État de São Paulo au Brésil. Elle se rencontre à environ 50 m d'altitude sur l'Ilha da Queimada Grande, une île de 23 ha à 33 km de la côte faisant partie de la municipalité d'Itanhaém,.

## Description
Les mâles mesurent de 18,8 à 20,7 mm et les femelles de 22,4 à 25,1 mm.

## Étymologie
Cette espèce est nommée en l'honneur d'Oswaldo Luiz Peixoto.

## Publication originale
- Brasileiro, Haddad, Sawaya & Martins, 2007 : A new and threatened species of Scinax (Anura: Hylidae) from Queimada Grande Island, southeastern Brazil. Zootaxa, no 1391, p. 47-55.